# Koizumi Yuto
Yuto Koizumi (sinh ngày 14 tháng 9 năm 1995) là một cầu thủ bóng đá người Nhật Bản.

## Sự nghiệp câu lạc bộ
Yuto Koizumi đã từng chơi cho Kashima Antlers.